# Зубово (Рыбновский район)
Зубово — деревня в Рыбновском районе Рязанской области. Входит в Истобниковское сельское поселение.

## География
Находится в западной части Рязанской области на расстоянии приблизительно 8 км на северо-восток по прямой от железнодорожного вокзала в городе Рыбное.

## История
Показана была еще на карте 1797 года. На карте 1850 года показана как поселение с 9 дворами. В 1859 году здесь (тогда деревня Рязанского уезда Рязанской губернии) было учтено 7 дворов, в 1897 — 37.

## Население
Численность населения: 91 человек (1859 год), 278 (1897), 26 в 2002 году (русские 92 %), 18 в 2010.